# 鲁南军区
鲁南军区，1940年10月25日成立。1948年7月撤销。

## 历史
1940年10月25日成立。隶属于八路军第一一五师。1941年4月，鲁南专署成立。1942年8月1日鲁南军区改隶八路军山东军区。。1944年鲁南形势好转。1944年秋，鲁南专署改称鲁南行署，第一、第二、第三行署改称专署。
1945年8月16日抗战胜利时，鲁南军区主力部队26750人，改编为山东军区第八师、警备第八旅、警备第九旅；地方武装8980人。 
1948年7月20日，鲁中军区与鲁南军区合并为鲁中南军区，司令员傅秋涛、政委康生。

## 组织架构
- 司令员：邝任农(1940年10月-1940年12月)/张光中（1940年12月-1948年7月）
- 政治委员：邝任农(1940年10月-1940年12月)/赵镈(1940年12月-1941年10月)/邝任农(1941年10月-1942年3月)张雨帆（1942年3月-1943年）/王麓水（1943年3月-1945年8月）/傅秋涛（1945-1948年7月）
- 副司令员 孙伯龙（原运河支队长1940年10月-）/郭化若（1946年-）/万春圃
- 副政委：张雨帆（1940年10月-1942年3月）
- 参谋长贾耀祥
  - 参谋处长来光祖
- 政治部主任潘振武（1940年10月-1940年11月赴延安）/曾明桃/丁秋生/张雄
- 第一军分区（兼第三团）：1941年4月，在邹县抗日民主政府的基础上建立了鲁南一行署。辖费南、邹县、曲泗、泗水等县。司令员王吉文/贺健，政委刘春/杨士法，副政治委员刘春，参谋长熊天仁、蔺毅，政治部主任刘春(兼)
- 第二军分区：1943年7月，建立运河地委，即二地委，未建二行署，只设运河地区行政委员会。1944年秋，在津浦路西、微山湖东建立鲁南二专署。辖临城、双山、凫山、兖济4县。司令员贾耀祥，政委张雄/冯起，副司令员邢天仁，副政治委员李荆山，参谋长邢天仁(兼)、阎超，政治部主任李荆山(兼)
- 第三军分区兼沂河支队兼第五团：1941年5月，鲁南三行署在苍山县庄坞成立。辖临沂、峄县、邳县、赵镈、双山、临城、兰陵、运河、枣庄9个县市。1942年，日军对抱犊崮山区“扫荡”，所辖临沂、邳县县政府和苍（山）马（陵）区遭到严重破坏。司令员王六生/陈士法/胡大荣，政委王六生/李青，副司令员王献庭、胡大勋，副政治委员韩去非，参谋长陈士法、李华源
- 第四军分区：1941年初鲁南三地委沂河以东地区划出为鲁南区第四地委、第四行署、第四军分区。1941年6月成立鲁南四地委。1941年7月在临沭巡会成立鲁南四行署，辖临沭、海陵、郯城、赣榆4县，驻巡会一带。1942年4月1日，鲁中区五地委（滨海区）与鲁南区四地委合并为滨海地委，直属山东分局领导，辖日照、莒南、莒中、沭水[4]、赣榆、海陵、临沭7个县委和莒北、日北、马陵3个工委，临沭为滨海区中心县。
- 运河支队
- 峄县支队
- 临郯费峄四县边联支队